# Lepița, Plevna
Lepița (în bulgară Лепица) este un sat în comuna Cerven Breag, regiunea Plevna,  Bulgaria. 

## Demografie
Componența etnică a satului Lepița
     Bulgari (14,56%)
     Nicio identificare (85,43%)
     Altele (0%)
La recensământul din 2011, populația satului Lepița era de 453 locuitori. Nu există o etnie majoritară, locuitorii fiind  și bulgari (14,56%). Pentru 85,43% din locuitori nu este cunoscută apartenența etnică.